# Juan Antonio Samaranch
Juan Antonio Samaranch Torelló, 1er marquis de Samaranch, né le 17 juillet 1920 à Barcelone et mort dans cette ville le 21 avril 2010, est un homme politique et un responsable sportif espagnol. Sous la dictature franquiste il est notamment secrétaire aux Sports, président de la députation catalane et ambassadeur en URSS. De 1980 à 2001, il est président du Comité international olympique (CIO) .

## Biographie

### Carrière politique
Samaranch est issu d’une riche famille bourgeoise barcelonaise, son père a fait fortune dans l'industrie du textile. Il vit une jeunesse dorée : au cours de ses soirées catalanes, il multiplie les conquêtes féminines et fréquente des gens qui feront bientôt partie de la fine fleur du franquisme. Peu intéressé par les études, il est tout de même diplômé de l'école de commerce IESE de l'université de Navarre, puis s'affilie dès sa prime jeunesse dans les rangs de la Phalange espagnole traditionaliste (FET) et des Juntes offensives national-syndicalistes (JONS),.
Samaranch pratique le football, participe à quelques combats de boxe et s'illustre dans le rink hockey (hockey sur patins à roulettes) en tant que gardien de but puis entraîneur et sélectionneur national. Il fait remporter à son équipe la médaille d'or du championnat du monde en 1951 et 1954, ce qui lui permet d'écrire des articles sur ce sport confidentiel dans la presse franquiste et d'être repéré par Franco qui lance sa carrière politique dans l'administration sportive : conseiller aux Sports à la municipalité de Barcelone (1955-1962) ; président de la Fédération espagnole de patinage ; chef de mission pour l'équipe espagnole aux Jeux olympiques de Cortina d’Ampezzo en 1956, de Rome en 1960 et de Tokyo en 1964. Il est nommé au gouvernement espagnol secrétaire des Sports par Franco en 1967. Il est membre, vice-président puis président du comité national olympique espagnol de 1962 à 1970. Parallèlement à sa carrière au Comité international olympique, il abandonne la politique intérieure espagnole et se fait nommer ambassadeur d'Espagne en Union soviétique et en Mongolie de 1977 à 1980. Il a en effet négocié avec le premier ministre Adolfo Suarez ce poste d'ambassadeur à Moscou où se déroulent les prochains Jeux olympiques et où il pourra briguer la présidence du CIO grâce aux relations qu'il tisse avec les dirigeants du bloc de l'Est et le réseau de son ami Horst Dassler, patron d'Adidas.
De1964 à 1977, durant trois législatures, il est procureur aux Cortes (député) du régime franquiste et conseiller national du Movimiento Nacional. En 1973, il devient président de la Diputacio catalane (gouvernement régional de la province de Barcelone). Cette ascension sous le régime franquiste lui fait déclarer en 1967 « Je suis franquiste à cent pour cent » et à la mort du Caudillo Franco en 1975 « Je considère que la figure et l'œuvre réalisée par le Caudillo s’inscrira dans l’histoire comme l’un des plus grands Chefs d’Etat du XXe siècle. La prise en main de l’Espagne par Francisco Franco durant 39 ans a signifié pour elle l’ère de prospérité et de paix la plus longue que notre pays ait connue depuis bien des siècles ». D'ailleurs, il crée en 1975 la Concordia catalana, parti franquiste local. Son passé franquiste ressort en 2009 lorsque la presse espagnole ressort une photo de 1974 le montrant exécuter le salut fasciste.
Sa réussite politique ne l'empêche pas de se construire un petit empire dans le textile, la banque et l'immobilier, en Espagne et en Amérique latine.
À Moscou, selon l’historien russe Yuri Felshtinsky et l’ex-lieutenant colonel du KGB Vladimir Popov, Juan Antonio Samaranch tombe sous la coupe du KGB. Le service d'espionnage soviétique l'a surpris tentant de faire passer illégalement des icônes russes en Espagne par la valise diplomatique. Il est alors utilisé non comme espion mais comme agent d'influence. Pour défendre les intérêts russes dans le domaine sportif, Samaranch s’avère efficace. Ainsi, en 1980, il sauve partiellement les Jeux olympiques de Moscou mis à mal par la consigne de boycott donnée par les États-Unis. Il s'abstient autant que faire se peut de lutter efficacement contre le dopage, ce qui favorise le bloc de l'Est (et les États-Unis) ; il couvre des dirigeants sportifs de l'ancien bloc de l'Est, impliqués dans un scandale de corruption aux  JO de Salt Lake City, il fait jouer ses réseaux pour obtenir que la ville russe de Sotchi accueille les Jeux olympiques d'hiver de 2014. Néanmoins Mark Adams, directeur de la communication du CIO déclare qu'il ne s'agit que de « pure spéculation » et que Monsieur Samaranch ne souhaite pas les commenter.
Le roi d'Espagne lui attribue le titre de marquis de Samaranch le 28 décembre 1991 en remerciement du rôle majeur joué dans l'attribution en 1986 des JO de Barcelone (au détriment de Paris principalement).

### Président du CIO

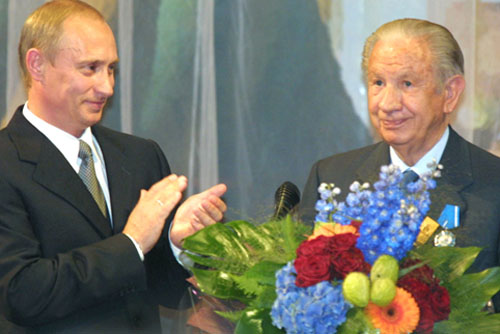
Cérémonie d'ouverture de la du CIO à Moscou avec Juan Antonio Samaranch et Vladimir Poutine.

En 1965, il pose sa candidature au Comité international olympique alors dirigé par Avery Brundage. Ses chances sont faibles car l'Espagne, « petite nation olympique », a déjà un représentant au Comité. Samaranch entame une cour assidue, il invite les époux Brundage dans sa villa sur la Costa Brava. Cette action se révèle payante, le président du CIO impose sa candidature malgré l'hostilité de plusieurs membres et il est coopté en 1966 à une très faible majorité. Il devient membre du comité exécutif en 1970. Brundage lui confie l'organisation des cérémonies d'ouverture et de clôture des JO (chef du protocole de 1968 à 1975 et de 1979 à 1980) : à cette occasion, Samaranch édicte de nombreux règlements (interdiction aux membres des défilés d'agiter des mouchoirs ou de prendre des photographies par exemple). Grâce à ses relations, cet homme de réseaux (Samaranch est surnommé « Ça m'arrange » dans le milieu sportif français) est élu vice-président du CIO de 1974 et le reste jusqu'en 1978.
Après les Jeux d'été de 1980, le président Lord Killanin ne se représente pas au terme de son mandat alors Samaranch – avec l'aide notamment de deux hommes d'influence précurseurs en matière de sponsoring, Horst Dassler (Adidas) et André Guelfi (Le Coq sportif) – est élu pour lui succéder le 17 juillet 1980, jour de son anniversaire. Son principal concurrent, Willi Daume (de), président du Comité national olympique ouest-allemand voit ses chances anéanties par le boycott par son pays des Jeux olympiques de Moscou en 1980. À l'inverse les voix des membres des pays du bloc de l'Est vont à Samaranch qui est parvenu, grâce à son influence au sein du comité olympique espagnol, à faire en sorte que son pays y soit présent, malgré la consigne de boycott donnée par les États-Unis à tous les pays du « monde libre » (en protestation contre l'invasion de l'Afghanistan par l'Armée rouge).
Durant son mandat, se produit ce que certains appellent « la révolution Samaranch » : poursuite de l'abandon de l’amateurisme et de commercialisation de ce spectacle planétaire que sont les JO par le développement du sponsoring, du merchandising et par la négociation des droits télévisuels. La charte olympique de Coubertin indique : « L'emploi du drapeau, de la flamme, du symbole et de la devise olympique ne peut donner lieu à des opérations de nature commerciale », Samaranch y ajoute quatre mots : « sauf pour le CIO ». Avant lui, il y avait déjà eu de nombreuses entorses à cette charte, Samaranch officialise son abandon total.
Après 21 ans de règne sur le CIO (le plus long après celui de Pierre de Coubertin) au cours duquel il est réélu par acclamation en 1985, 1989, 1993 et 1997, il est remplacé en 2001 à la tête de l'organisation par Jacques Rogge, le successeur qu'il a lui-même désigné, mais reste président d'honneur à vie et fait coopter son fils, Juan Antonio junior la même année.
Le bilan de son mandat est contrasté : le CIO était à l'origine un petit club privé, formé pour l'essentiel d'aristocrates européens désintéressés, il a vite grandi – dès 1904 les JO avaient lieu aux États-Unis – pour devenir sous Samaranch une organisation puissante, influente et indépendante des États, si ce n’est des multinationales. Les JO sont devenus la seconde compétition sportive mondiale, après la coupe du monde de football. Surnommé le « seigneur des anneaux » – et le « saigneur des anneaux » par un journaliste de Télérama –, il aurait contribué à donner une stature internationale aux Jeux qui, selon certains, n'intéressaient que les passionnés pendant la guerre froide[réf. nécessaire] et étaient souvent déficitaires. Le déficit financier des Jeux olympiques de Montréal avaient été de 172 millions de dollars. Les JO de Los Angeles ont été eux rentables[réf. souhaitée]. Le déficit est réglé par les comités olympiques des villes hôtes et in fine par celles-ci. La rentabilité comptable immédiate n'est pas l'objectif de ces villes, ce qui leur importe c'est le gain en termes d'image. Les jeux olympiques sont des opérations de marketing politique. Cependant leur coût, toujours plus élevé, est devenu démesuré pour certains économistes du sport, la question divise. Samaranch accorde une représentation aux femmes au sein du CIO, multiplie les épreuves olympiques féminines, met en place le Tribunal arbitral du sport et, tardivement, l'Agence mondiale antidopage. Toutefois en matière d’épreuves féminines, Samaranch et les JO sont généralement à la traine : en athlétisme, par exemple, le marathon et le 400 mètres haies ne sont ouverts aux femmes qu’en 1984 et le saut à la perche en 2000.
Il crée le Musée olympique à Lausanne et fait de la ville suisse la capitale olympique en y placant le siège du CIO dans le château de Vidy. Sur le mur d’honneur du hall d’entrée de ce musée sont gravés les noms Coca-cola, Hitachi, Kodak, Toshiba, IBM et Adidas. Œuvre d'art sponsorisée, coût 41,8 millions de dollars.
Accusé de népotisme régentant le CIO par le système de cooptation intuitu personnae – peu démocratique mais préexistant – , le « saigneur des anneaux » est soupçonné de corruption par les États-Unis lors des JO de Salt Lake City mais bénéficie d'un non-lieu grâce à son statut ; à cette occasion, il perd son poste de président de la Caixa, la première caisse d'épargne espagnole. Voulant les pleins pouvoirs au siège de Lausanne, il démet de ses fonctions la directrice générale Monique Berlioux en 1985. Favorisant l'argent au détriment de « l’idéal olympique », le CIO de Samaranch attribue les jeux de 1996 à la ville d’Atlanta au détriment d’Athènes qui semblait être l’hôte évidente pour célébrer le centenaire des JO de l'ère moderne. Ces Jeux d’Atlanta seront appelés « Jeux Coca-Cola » à cause du parrainage quasi exclusif accordé à cette marque. L'ère Samaranch est également marquée par des affaires de dopage, notamment celle du Canadien Ben Johnson aux JO de Séoul en 1988. L'académicien Maurice Druon s'adresse à lui en ces termes : « Le cœur de Pierre de Coubertin se trouve à Olympie, est-ce à Wall Street qu’il conviendra de déposer l’urne contenant le vôtre. »

### Famille
Samaranch s'est marié le 1er décembre 1955 à Maria Teresa Salisachs-Rowe (26 décembre 1931 – 16 septembre 2000), héritière de la plus grosse fortune industrielle d'une grande dynastie du textile de la Catalogne et grande amie de Carmen Franco, la fille unique de Franco. Connue sous le surnom de « Bibí », elle lui donne deux enfants, Maria Teresa Samaranch Salisachs (née en 1956, elle est élue présidente de la fédération espagnole de hockey) et Juan Antonio Samaranch i Salisachs, (né le 1er novembre 1959, élu au CIO en 2011, chargé de la coordination pour JO d’hiver à Sotchi en 2014).

### Mort

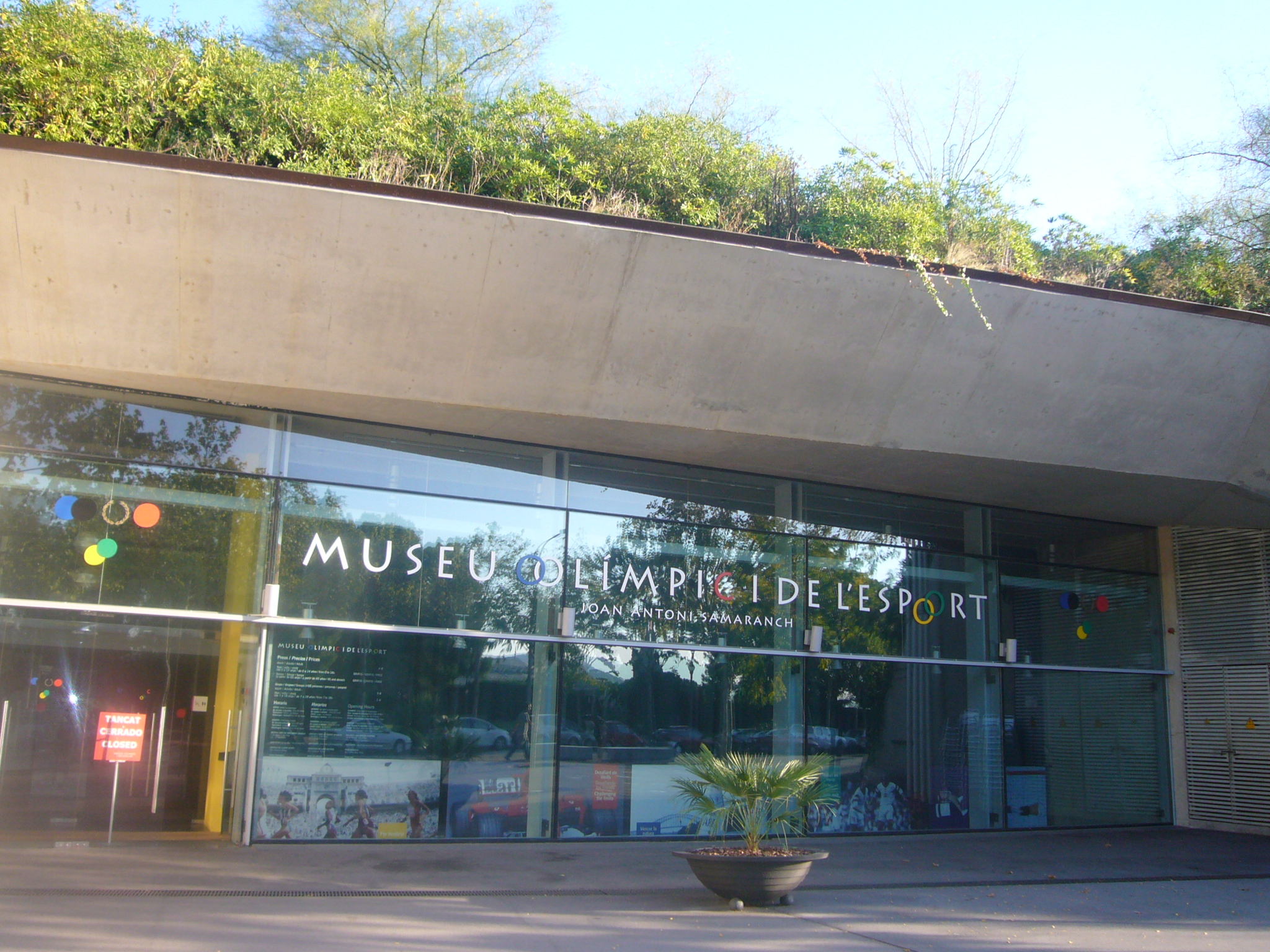
Musée de l'Olympisme et du Sport Juan Antonio Samaranch à Barcelone.

Le 13 octobre 2009, il est victime d'un malaise cardiaque alors qu'il assistait au Sportel à Monaco. À l'hôpital Princesse-Grace, on lui découvre une « insuffisance coronarienne aiguë ». Ayant été hospitalisé à plusieurs reprises, il avait essuyé une première alerte cardiaque en 2001, ce qui avait précipité son départ de la tête du CIO.
Le 18 avril 2010, il est hospitalisé à Barcelone en raison d'un nouvel incident cardiaque.
Le 20, ses médecins déclarent son état « grave et irréversible », il meurt quelques heures plus tard. Sa messe de funérailles dans la cathédrale de Barcelone a lieu en présence du roi d'Espagne Juan Carlos Ier, du prince Albert II de Monaco et de nombreuses personnalités, notamment Rafael Nadal qui porte son cercueil avec d'autres sportifs espagnols. Il est ensuite incinéré dans l'intimité. Il repose désormais au cimetière de Montjuïc.
En juin 2010, le Museu Olímpic i de l'Esport est rebaptisé en son honneur le Musée de l'Olympisme et du Sport Joan Antonio Samaranch (en). La même opération est réalisée en 2001 pour le stade rénové de Vidy.

## Distinctions

### Prix
- 1985 : Médaille d'or de la Generalitat de Catalogne
- 1988 : Prix Princesse des Asturies dans la catégorie Sport
- 1990 : Prix pour la paix de Séoul (en)
- 2010 : ESPY Awards In Memoriam

### Décorations
Nationaux ( Espagne) :
- Collier de l'ordre d'Isabelle la Catholique. Chevalier grand-croix le 29 septembre 1975, puis Collier le 31 mars 2000).
- Grand-croix de l'ordre de Charles III d'Espagne (20 octobre 1980)
- Grand-croix de l'ordre d'Alphonse X le Sage
- Grand-croix de l'ordre du Mérite civil espagnol (1er avril 1959)
- Grand-croix de l'ordre royal du Mérite sportif (5 décembre 1986)

Etrangers :
- Chevalier grand-croix de l'ordre du Mérite de la République italienne ( Italie, Grand officier le 2 juin 1975, Chevalier grand-croix le 27 janvier 1981)
- Ordre du Drapeau yougoslave ( Yougoslavie, 9 janvier 1984)
- Grand-croix du grand ordre du Roi Tomislav ( Croatie, 26 août 1993)
- Commandeur avec étoile de l'ordre du Mérite de la république de Pologne ( Pologne, 1994)
- Grand officier d'or de l'ordre du Mérite autrichien ( Autriche, 1994)
- Récipiendaire de l'ordre de l'Amitié des peuples ( Union soviétique, 1994)
- Grand-croix de l'ordre du grand-duc Gediminas ( Lituanie, 4 avril 1994)
- Ordre de la République moldave ( Moldavie, 14 mai 1999)
- Grand-croix de l'ordre de la Double Croix Blanche ( Slovaquie, 2000)[20]
- Ordre de la Toison d'Or ( Géorgie, 2001)
- Grand-croix de l'ordre de Sikatuna ( Philippines, 11 avril 2001)
- Ordre de l'Honneur (Russie) ( Russie, 25 juin 2001)
- Récipiendaire de l'ordre de la Croix de Terra Mariana de première classe ( Estonie, 2003)
- 3e classe de l'ordre du Prince Iaroslav le Sage ( Ukraine, 21 mai 2005)

### Honneurs
Il a obtenu plusieurs Doctorats honoris causa :
- Handong Global University (en) ( Corée du Sud)[21]
- Université Laval ( Canada)
- Testnevelési Egyetem (hu) ( Hongrie, 1987)[22]
- Université du Québec à Trois-Rivières ( Canada, 18 mars 1987)[23]
- Université polytechnique de Madrid ( Espagne, 1990)[24]
- Université d'Alicante ( Espagne, 1992)
- Université de Bucarest ( Roumanie, 1994) [25]
- Université Paris-Sorbonne ( France, 3 mars 1995)[26]
- Université de Grenade ( Espagne, 1997)
- Université Camilo José Cela (en) ( Espagne, 2002)
- Université d'Huelva (en) ( Espagne, 2002)
- Université européenne de Madrid ( Espagne, 2009)